# 파르미자노 레자노
파르미자노 레자노(이탈리아어: Parmigiano Reggiano)는 이탈리아 북부 에밀리아로마냐주의 파르마 지역에서 생산되는 경질 치즈이다. 한국, 미국 등에서는 파마산 치즈(영어: Parmesan cheese 파머잔 치즈[*])라 부르기도 하는데, "파르미자노 레자노"와 달리 "파마산 치즈"는 이탈리아에서 생산되지 않은 치즈나 가공 치즈까지를 일컫기도 한다.
그라나 치즈의 일종으로, 수분 함량이 매우 적은 것이 특징인데, 우유를 발효시킨 후 원통 모양으로 만들어 숙성시켜 만든다. 단단한 형태로 만들어지므로, 대개 잘게 쪼개어 먹고, 가루 형태로 만들기도 한다. 본래 레조에밀리아와 파르마를 중심으로 한 곳에서만 제한적으로 생산되었으나, 외국에서도 모방 생산되면서 세계적으로 널리 퍼져, 대한민국에서도 흔히 피자, 파스타, 샐러드 위에 뿌려 먹는 가루 치즈로 알려져 있다.
2008년 유럽연합(EU) 법원에서는 법적으로 이 치즈의 명칭은 레조에밀리아와 파르마 현에서 생산된 것만 사용할 수 있다는 판결을 내렸다. 'Parmigiano-Reggiano'라는 이름은 유럽에서 원산지 명칭 보호를 받고 있다.

## 제조
파르미자노 레자노(Parmigiano Reggiano)는 살균되지 않은 우유로 만들어진다. 우유는 전날 저녁 자연적으로 탈지된 우유(크림이 분리될 수 있도록 크고 얕은 탱크에 우유를 보관함으로써 만들어짐)와 혼합되어 부분 탈지 혼합물이 생성된다. 이 혼합물은 구리 선이 있는 통으로 펌핑되어, 균등하게 가열되고 혼합에 구리 이온이 기여된다.

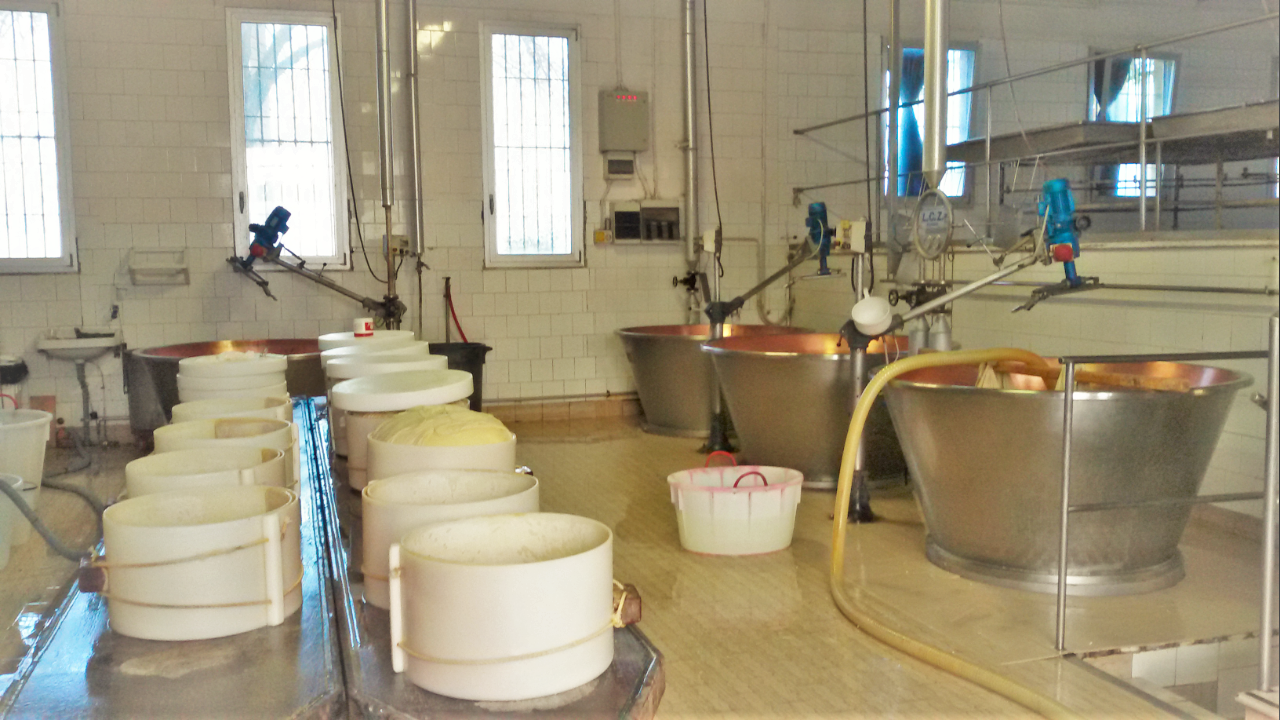
파르미자노 레자노 제작을 위한 구리선 통

유청(특정 열친화성 유산균의 혼합물을 포함)을 넣고 온도를 33–35°C(91–95°F)까지 올린다. 송아지 레넷을 넣고 혼합물을 10-12분 동안 응고시키도록 둔다. 그 다음 커드를 작은 조각들(쌀알 크기 정도)로 나눈다. 그 다음 치즈 제조업체에 의해 세심한 조절로 온도를 55°C(131°F)까지 높인다. 커드가 45-60분 동안 자리를 잡도록 둔다. 압착된 커드는 두 개로 나뉘어 틀에 넣기 전에 모슬린 조각에 모아진다. 한 통당 1,100리터(290US 갤)의 우유가 들어있고, 각각 두 개의 치즈가 생산된다. 이 시점에서 각 바퀴를 구성하는 커드는 약 45킬로그램(99파운드)이 나간다. 통에 남아있는 유청은 전통적으로 파르마 (양생한 파르마 햄)가 생산된 돼지들을 먹이는 데 사용되었다. 이 동물들을 위한 축사는 보통 치즈 생산실에서 몇 미터 떨어져 있었다.
치즈는 스테인리스 스틸의 둥근 틀에 넣고 스프링으로 작동되는 버클로 팽팽하게 당겨져서 치즈가 넓적한 원통 모양을 유지한다. 하루나 이틀 후에, 버클이 풀리고 "Parmigiano Reggiano"라는 이름, 번호, 생산년월이 새겨진 플라스틱 벨트를 치즈에 두르고 금속 틀로 다시 단단히 버클을 채운다. 약 하루 만에 치즈를 고정시키고 그 다음 20-25일 동안 소금을 흡수하기 위해 치즈를 소금물에 넣는다. 소금이 다 흡수됐다면, 치즈는 12개월 동안 식물의 노화된 방으로 옮겨진다. 각각의 치즈는 통로 당 90개의 치즈 길이 또는 총 바퀴 2,160개가 될 수 있는 24개의 치즈 높이의 나무 선반 위에 놓여진다. 각각의 치즈와 그 아래의 선반은 7일마다 수동 혹은 로봇으로 청소되고 치즈는 돌아간다.

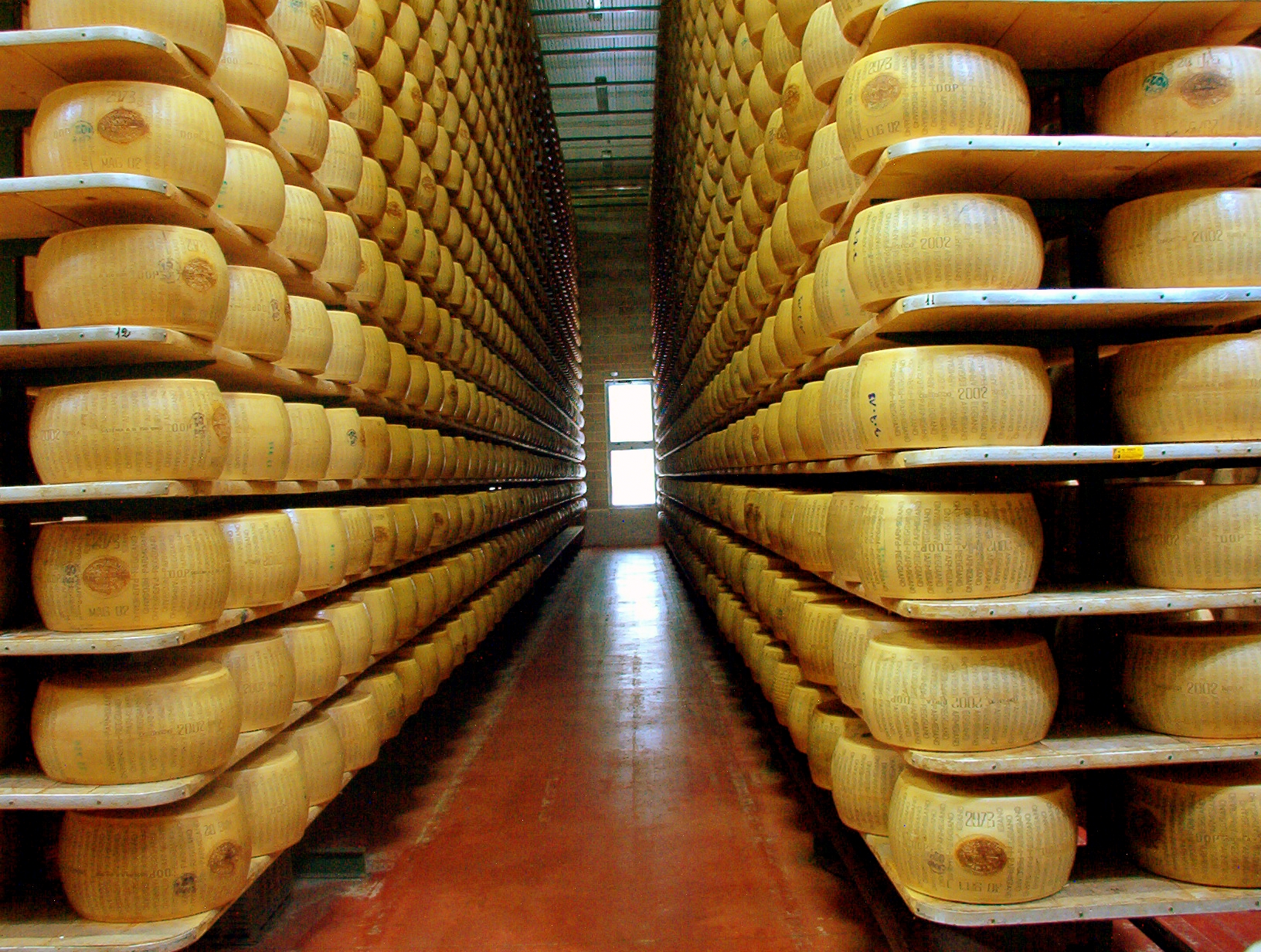
파르미자노 레자노 숙성실

12개월 동안, Consorzio Parmigiano Reggiano는 모든 틀을 검사한다. 치즈는 각 바퀴를 두드려 그 바퀴 안의 바람직하지 않은 균열과 빈 공간을 확인하는 마스터 등급에 의해 테스트된다. 그 테스트를 통과한 치즈들은 Consorzio의 로고가 있는 열 브랜드가 껍질에 붙여진다. 그 테스트를 통과하지 못한 바퀴들은 소비자들에게 최고 품질의 Parmigiano Reggiano를 얻지 못하고 있다는 것을 알리기 위해 항상 선이나 십자로 껍질을 표시하곤 했다; 더 최근의 관행들은 단지 이러한 더 적은 껍질들이 모든 표시들을 제거하도록 한다.
전통적으로 소는 풀이나 건초만을 먹으며, 풀로 먹인 우유를 생산한다. 송아지 레넷과 함께 선발로서 자연적인 유청 재배만이 허용된다.
소금은 지중해식 천일염에 거의 염분이 포화된 소금탱크에 20일간 담가뒀다가 흡수하는 소금뿐이다. 이 제품은 평균 2년 숙성됐다. 이 치즈는 매일 생산되며, 자연스러운 변이성을 보일 수 있다. 진정한 파르미자노 레자노 치즈는 날카롭고 복잡한 과일 맛과 함께 고소한 풍미가 강하고 약간 떫은 식감이 있다. 열등한 버전은 쓴 맛을 줄 수 있다.
평균적인 파르미자노 레자노 휠의 높이는 약 18~24cm(7~9인치), 지름은 40~45cm(16~18인치), 무게는 38kg(84파운드)이다.

## 향 및 화학성분
파르미자노는 다양한 알데하이드와 부틸레이트를 포함한 많은 향 활성 화합물을 가지고 있다. 부티르산과 이소발레르산은 때때로 좋은 아로마를 모방하기 위해 사용된다.
파르미자노는 치즈 100g당 무려 1.2g의 글루타메이트가 함유된 글루타메이트 함량도 특히 높다. 글루타메이트 농도가 높은 것이 파르미자노의 진한 감칠맛을 설명해준다.
파르미자노 치즈는 부분적으로 아미노산 티로신으로 구성된 반고형에서 껄끄러운 결정형 반점인 치즈 결정을 포함한다.